# 天神 (池田市)
天神（てんじん）は、大阪府池田市にある地名である。一丁目から二丁目まである。郵便番号は 563-0031 である。当地域の人口は、2017年12月末時点で 2,881 人である（池田市市民生活部総合窓口課の資料による）。面積は、2018年3月末時点で 0.255 平方キロメートルである（池田市市長公室広聴文書課の資料による）。

## 地理
池田市の南部に位置する。北部に一丁目があり、南部に二丁目がある。北は、荘園一丁目と、北東は、井口堂一丁目と接しており、東は、石橋一丁目と接している。南は、住吉一丁目と接しており、西は、豊島北二丁目、荘園二丁目と接している。
当地域の東端部および南端部を、箕面川が南西流しており、同河川には、天神橋や天神大橋、天神小橋などが架橋されている。荘園一丁目との境を、国道171号池田バイパスが通っている。井口堂一丁目との境を、阪急電鉄宝塚本線が通っている。当地域のほぼ中央を、市道宮之前東畑線（東畑住吉線）が縦断している。当地域の大部分を、住宅地域が占めている。当地域は、池田市立北豊島小学校または池田市立石橋南小学校、および池田市立北豊島中学校または池田市立石橋中学校の校区に含まれる。

## 歴史
天神遺跡からは、縄文時代の後期の土器が出土している。石橋阪大前駅から西へ 200 メートルほどのところに「天神の森」と呼ばれた森がかつて存在しており、その森の中にあった天神社に因んで天神橋の名が付けられ、この天神橋に因んで天神の地名が付けられたとする説がある。1965年（昭和40年）9月1日、中之島町、井口堂町、東市場町の各一部が、天神一丁目から二丁目に変更される。1966年（昭和41年）12月8日、巽外科病院（現在の巽病院）が一丁目に開設される。1973年（昭和48年）に一丁目の溝添池（東市場池）が埋め立てられ、1975年（昭和50年）に池田市民文化会館（アゼリアホール）および豊島野公園が埋立地に開設される。
1976年（昭和51年）、一部が荘園一丁目に編入される。1981年（昭和56年）4月、池田市立天神保育所が一丁目に開所される。同月、天神会館が二丁目に開館される。1984年（昭和59年）10月、池田市立青年の家が開設される。1994年（平成6年）、一丁目の種池が埋め立てられる。2001年（平成13年）4月、天神保育所が民営化され、学校法人亀之森住吉学園 天神保育園に改称される。2008年（平成20年）、青年の家が池田市立カルチャープラザに改称される。

## 施設
- 池田市民文化会館[4][18]
- 池田市立カルチャープラザ[21][2]
- 宣真認定こども園[2]
- 天神保育園[2]
- 巽病院[4]
- 豊島野公園[23]
- 天神2丁目公園[23]
- 池田市立天神会館